# 도비시마섬 (나루토시)

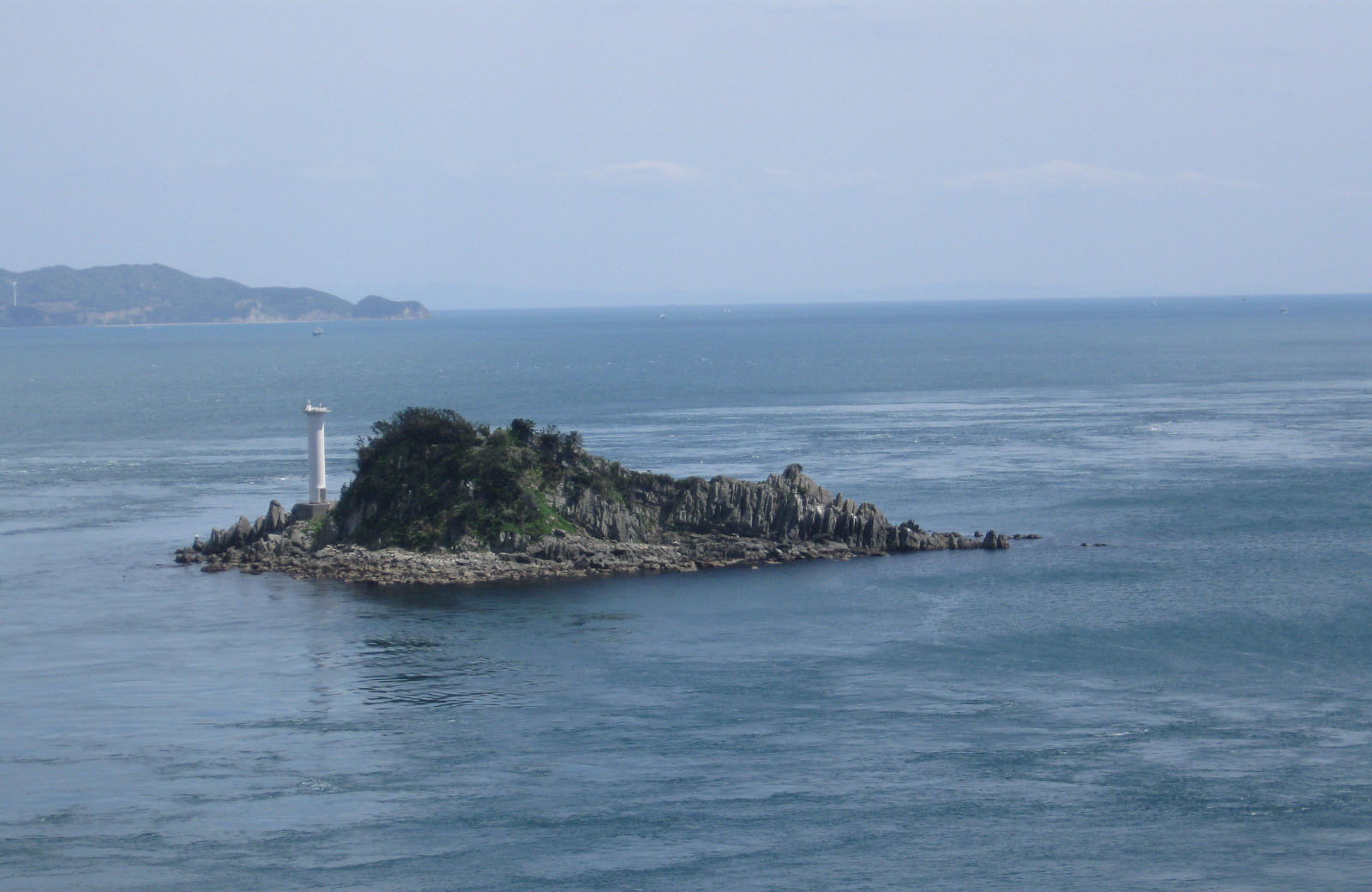
도비시마섬

도비시마섬(飛島)은 일본 시코쿠 도쿠시마현 나루토시에 위치한 섬이다. 나루토시의 최동단이다. 섬의 서쪽에는 오게섬이 위치해 있다.
이 섬의 면적은 매우 작아 사람이 살 수 없으며, 때문에 사람이 거주하지 않는 무인도이다. 섬 주변에는 많은 바위들이 있다. 이 섬은 거의 암초에 가깝다.

## 같이 보기
- 오게섬
- 시마다섬